# Ponteareas
Ponteareas – gmina w Hiszpanii, w prowincji Pontevedra, w Galicji, o powierzchni 125,56 km². W 2011 roku gmina liczyła 23 409 mieszkańców.